# Antichan-de-Frontignes
Antichan-de-Frontignes is een gemeente in het Franse departement Haute-Garonne (regio Occitanie) en telt 83 inwoners (2009). De plaats maakt deel uit van het arrondissement Saint-Gaudens.

## Geografie
De oppervlakte van Antichan-de-Frontignes bedraagt 4,3 km², de bevolkingsdichtheid is dus 19,3 inwoners per km².
De onderstaande kaart toont de ligging van Antichan-de-Frontignes met de belangrijkste infrastructuur en aangrenzende gemeenten.

## Demografie
Onderstaande figuur toont het verloop van het inwonertal (bron: INSEE-tellingen).